# Yu Dafu
Yu Dafu (郁達夫 Yu Ta-fu; Fuyang, 7 dicembre 1896 – 17 settembre 1945) è stato uno scrittore e poeta cinese.

## Biografia
Yu Dafu, grande scrittore di narrativa cinese tra XIX e XX secolo, si fece strada attraverso le nuove concezioni e idee importate dall'Occidente e le sue opere, perlopiù autobiografiche, non sono che uno scorcio su quella nuova società che si andava delineando.
Le sue storie, in effetti, si incentrano sul "ritorno a casa" degli intellettuali (la maggior parte delle volte l'ambientazione è il Jiangnan), mettendo in risalto le problematiche del lasciare la propria casa(atto visto come una separazione temporale dalla tradizione, un atto di modernità dopo il movimento del 4 maggio).
Esempi di prosa autobiografica sono, ad esempio, Huan xiangji (Record of returning home, 1923) che riporta le fantasie e i sentimenti del narratore, svegliatosi nella metropoli di Shanghai, dopo aver trascorso la notte fuori casa.
Altra storia per cui Ya Dafu è celebre è sicuramente Chenlun (Naufragio, 1921) che mostra invece tutte quelle caratteristiche e peculiarità per le quali è così conosciuto e che lo hanno reso così famoso. Il protagonista è un eroe senza nome, un ragazzo ossessionato dal desiderio sessuale, che studia in un'università giapponese. In quest'opera, mettendo in risalto le caratteristiche negative dello studente (i piccoli piaceri e le soddisfazioni derivanti dalla masturbazione, dallo spiare voyeuristicamente la figlia del padrone, ad esempio) si arriva a sottolineare l'incapacità e l'inettitudine del ragazzo nell'affrontare realmente la vita, nel momento in cui sviene, presentandoglisi concretamente un'opportunità con una prostituta giapponese. In questo caso, la trama non può essere considerata una mera storiella, ma potremmo identificare la debolezza e l'inadeguatezza del ragazzo con la debolezza della sua nazione, con i suoi conflitti interni e coi suoi problemi.